# Novecento (Monolog)
Novecento (it. „Neunzehnhundert“, eigtl. „Neunhundert“), im deutschsprachigen Raum auch mit dem Untertitel „Die Legende vom Ozeanpianisten“ versehen, ist ein Monolog des italienischen Schriftstellers Alessandro Baricco. Novecento wurde 1994 geschrieben und im Juli desselben Jahres von dem Schauspieler Eugenio Allegri in der Hauptrolle und dem Regisseur Gabriele Vacis beim Festival in Asti uraufgeführt. Der Monolog handelt von einem fiktiven, außerordentlich virtuosen Pianisten namens Novecento am Anfang des 20. Jahrhunderts und zählt zu den einflussreichsten und erfolgreichsten postmodernen italienischen Theaterstücken.

## Handlung
Tim Tooney erzählt die Geschichte der fiktiven Hauptperson Danny Boodman T.D. Lemon Novecento, der am 1. Januar 1900 als Säugling auf dem Passagierschiff Virginian herrenlos aufgefunden wird. Seine Eltern, offenbar arme Auswanderer, haben ihn in einer Pappschachtel für Zitronen auf dem Piano des Ballsaals hinterlassen. Danny Boodman, ein schwarzer Maschinist, findet das Kind und zieht es groß. Zusätzlich zu seinem eigenen Namen erhält das Kind in Anlehnung an die Beschriftung der Zitronen-Pappschachtel den Namen T.D. Lemon und wegen des Fundzeitpunkts außerdem den Namen Novecento.
Nach dem Tod Dannys scheint Novecento wie verschwunden, taucht jedoch eines Tages als jugendliches Klaviertalent wieder auf und unterhält von da an die Passagiere aller Klassen mit seinem genialen Klavierspiel zwischen Volksmusik und Jazz.
Novecento weigert sich stetig, das zu seinem Zuhause gewordene Schiff zu verlassen. Die Rundreisen der Virginian machen ihn als Ozeanpianisten weltberühmt, was den selbst ernannten „Erfinder des Jazz“, den amerikanischen Pianisten Jelly Roll Morton herausfordert, ein Klavier-„Duell“ gegen Novecento zu eröffnen, welches Morton jedoch verliert. Doch Novecento weigert sich auch trotz seines nun weiter gestiegenen Ruhmes immer noch, das Schiff zu verlassen.
Der beste Freund Novecentos, der Trompeter Tim Tooney, der die meiste Zeit die Geschichte Novecentos erzählt, verlässt in den 30er Jahren das Schiff und verliert Novecento aus den Augen. Nach dem Zweiten Weltkrieg erfährt Tim jedoch, dass die Virginian in Plymouth verschrottet werden soll. An Bord des dem Untergang geweihten Schiffes findet Tim seinen alten Freund, der sich nun völlig zurückgezogen hat. Doch auch jetzt möchte er das Schiff nicht verlassen, da er – wie man nun erfährt – mit der „unendlichen“ Welt nicht zurechtkommt und ihm seine räumlich klar begrenzte und vertraute Umgebung lieber ist. Die Virginian wird gesprengt werden, und Novecento möchte mit ihr untergehen; er stellt sich vor, wie er im Himmel ankommt und aufgrund seiner „inoffiziellen“ Existenz Schwierigkeiten bekommt, Einlass zu finden. Tim appelliert ein letztes Mal an Novecento, das Schiff zu verlassen, und geht ab.

## Stil
Novecento ist als Monolog angelegt, jedoch in Prosa geschrieben, denn der größte Teil des Monologs besteht aus der Erzählung von Novecentos Leben durch seinen Freund Tim. Der alleine handelnde Schauspieler nimmt die Rollen aller beteiligten Personen an.

## Verfilmung
Im Jahre 1998 wurde Novecento als Die Legende vom Ozeanpianisten verfilmt. Der Film führt eine Rahmenhandlung ein, in der der Trompeter einem Musikalienhändler die Geschichte erzählt, in dessen Hände eine an Bord angefertigte Schallplattenaufnahme von Neunzehnhunderts Spiel gelangt ist.

## Bühnenfassung
Seit nunmehr zwölf Spielzeiten wird Novecento – Die Legende vom Ozeanpianisten im Theater Krefeld und Mönchengladbach mit dem Schauspieler Adrian Linke aufgeführt (Stand 2015/16). Für die Inszenierung zeichnet Till Ufer, für Bühne und Kostüm Patrick Durwael verantwortlich.
Das Stück lief ab Januar 2000 am Staatstheater Braunschweig, ab Oktober 2009 am Theater Lübeck sowie ab September 2010 im Polnischen Theater Kiel. Im Sommer 2014 und 2015 wurde das Stück in Braunschweig im Rahmen des „Okersommertheater“ an Wochenenden auf einem Floß aufgeführt.
Ab Januar 2012 wurde es im Schiffahrtsmuseum Rostock aufgeführt. Im Jahr 2013 brachten Jürg Kienberger und das Atlantic Jazz Orchester das Stück als Musiktheater in Deutschland und in der Schweiz auf die Bühne.
2015 brachte Peter Lewys Preston das Theaterstück unter dem Titel The Legend of 1900 in einer musikalischen Bearbeitung auf die Bühne der Bayerischen Theaterakademie August Everding im Prinzregententheater. Im Sommer 2015 ging die Legende vom Ozeanpianisten erstmals als Bootstheater auf Tour und machte in verschiedenen Osteseehäfen Station (Regie: Dorothea Lübbe, Schauspieler: Günter Schanzmann).

## Sonstiges
Die österreichische Band Edenbridge hat den Stoff in ihrem Lied Centennial Legend (Deutsch: Die einhundertjährige Legende) verarbeitet. Dieser wurde auf dem Album Shine von 2004 veröffentlicht.